# 氷川神社 (東京都港区元麻布)
氷川神社（ひかわじんじゃ）は東京都港区元麻布にある神社である。同区内赤坂にある赤坂氷川神社、白金にある白金氷川神社と区別するために、麻布氷川神社（あざぶひかわじんじゃ）とも称される。麻布地区の鎮守。

## 祭神
- 素盞嗚尊（すさのおのみこと）
- 日本武尊（やまとたけるのみこと）

## 歴史
天慶5年（942年）、源経基が平将門の乱平定のため東征した折、武蔵国豊島郡谷盛庄浅布冠の松（現麻布一本松）の地に創建されたと伝えられる。他方で、文明年間（15世紀後半）に太田道灌が勧請したという説もある。2,000坪以上の社有地を有したといわれるが、創建地が増上寺の所領となり、万治2年（1659年）当地へ遷座した。江戸時代は、江戸七氷川に数えられた。
東京大空襲で、本殿・社務所等が焼失、戦後に再建されている。
周辺には麻布宮村町、麻布宮下町、麻布鳥居坂町等、関連する地名が残っていたが、住居表示実施による町名変更に伴い、これらは公式の町名としては廃止された。
1954年～1981年の間、いわゆる兼務社として羽田空港鎮護の穴守稲荷神社を管理していた。
1990年代のアニメ『美少女戦士セーラームーン』で、火川神社の名で登場し、かつ同作品のキャラクターであるセーラーマーズ・火野レイが巫女をしているという設定のため、放送当時ファンが押しかけたことでも知られる。

## 社殿・境内
- 神輿・神輿倉・神楽殿・手水舎は江戸時代のもの。
- 毘沙門天（港七福神）

## 祭事・年中行事
- 9月17日に近い土・日曜日に秋大祭が開催される。神輿や神楽奉納が行われる。

## 所在地・交通
東京都港区元麻布一丁目4-23
- 麻布十番駅より徒歩8分